# Andrássy Károly (országgyűlési követ)
Csíkszentkirályi és krasznahorkai gróf Andrássy Károly József Ferenc Xavér (Rozsnyó, 1792. február 29. – Brüsszel, 1845. augusztus 22.) magyar főnemes, birtokos, országgyűlési követ.

## Élete
Andrássy József (1762–1834) gróf ezredes, valamint körösszeghi és adorjáni Csáky Walburga (1770–1797) grófnő fia volt. Az apai nagyszülei gróf Andrássy Károly (1725–1792), tábornok, földbirtokos, valamint nádasdi és fogarasföldi gróf Nádasdy Mária Rebeka (1728–1795) voltak. Az anyai nagyszülei körösszeghi és adorjáni Csáky György (1730–1788), császári és királyi kamarás, valóságos belső titkos tanácsos, Gömör vármegye főispánja, földbirtokos és gróf monyorókeréki és monoszlói Erdődy Henriette (1731–1778) voltak.
Az 1839. és 1844. évi országgyűlésen ellenzékiként szerepelt. Szabolcs megyei Tisza-szabályozó társulat elnöke, a gömöri bányászat és kohászat ügyének előmozdítója volt. 1819-ben, Betléren feleségül vette a nagy múltú családból származó Szapáry Etelka grófnőt, és négy gyermekük született:
- gróf Andrássy Kornélia (1820–1836)
- gróf Andrássy Manó (1821-1891) több vármegye főispánja; felesége: erdődi gróf Pálffy Gabriella (1833–1914)
- gróf Andrássy Gyula (1823–1890) főispán, miniszterelnök; felesége: malomvízi gróf Kendeffy Katinka (1830–1896)
- gróf Andrássy Aladár (1827–1903) több vármegye főispánja; felesége: báró Wenckheim Leontina (1841–1921)

## Művei
- Umrisse einer möglichen Reform in Ungarn, im Geiste des juste-milieu. Erstes Heft. London, 1833. Zweite Abtheilung. Párizs, 1833. /Von A… jeggyel/ Online (2. kiadása Altenburgban jelent meg ugyanazon évben névtelenül.)
- Az utak készítéséről. Rozsnyó, 1837.